# Robert von der Marwitz
Robert Apollinar von der Marwitz (* 23. Juli 1837 in Langbusch bei Karthaus; † 25. Februar 1897 auf einer Reise nach Frankfurt/Main) war ein deutscher Verwaltungsbeamter und Parlamentarier.

## Leben
Robert von der Marwitz studierte an der Schlesischen Friedrich-Wilhelms-Universität. 1859 wurde er Mitglied des Corps Lusatia Breslau. Nach dem Studium trat er in den preußischen Staatsdienst ein und wurde Regierungsassessor. 1875 wurde er zum Landrat des Landkreises Lyck ernannt. Er saß von 1879 bis 1888 als Abgeordneter des Wahlkreises Gumbinnen 6 (Oletzko, Lyck, Johannisburg) im Preußischen Abgeordnetenhaus. Er gehörte der Fraktion der Konservativen Partei an. 1888 wurde er wohl als Regierungsrat zur Regierung in Danzig versetzt. Zuletzt lebte er als Oberregierungsrat a. D. in Berlin.